# Григорий Карелин
Григорий Силич Карелин (на руски: Григорий Силыч Карелин) е руски географ, пътешественик-изследовател.

## Произход и младежки години (1801 – 1823)
Роден е на 25 януари 1801 година в Петербургска губерния, Руска империя, в дворянско семейство. На осемгодишна възраст е пратен в 1-ви кадетски корпус. През 1817 г. с чин прапоршчик е зачислен в артилерията, но след това е преведен в щаба отговарящ за военните заселници, където служи до 1821 г., като през цялото време активно се занимава с топографски дейности. За неуважително изказване по адрес на председателя на военния департамент Алексей Аракчеев през 1822 г.е заточен в Оренбург. Там се запознава с Едуард Фридрих Еверсман, лекар и естествоизпитател, впоследствие член-кореспондент на Петербургската академия на науките. Под негово влияние се заинтересува от естествени науки, започва да събира минерали, растения, птици и животни.

## Изследователска дейност (1823 – 1842)
През 1823 г. Карелин участва в експедицията на Фьодор Фьодорович Берг в Киргизките степи, а през 1824 получава самостоятелна задача да извърши топографска снимка по маршрута Оренбург – Симбирск – Екатеринбург, път по който трябвало да мине император Александър I.
През 1826 – 1827 г. извършва мащабно картиране на части от северозападната част на Казахстан, между реките Урал и Волга.
През 1831 г. изследва горното течение на река Тобол (1519 км), като извършва геодезически и астрономически измервания и съставя подробна карта на района.
От 1832 до 1836 г. извършва описание и картиране на целия източен бряг на Каспийско море в протежение от 1200 км.
През 1832 година с отряд от 170 души на четири платноходни кораба изследва североизточните брегове на Каспийско море между Гурев (Атирау) и п-ов Мангишлак, в т.ч. бившите заливи Мъртъв Култук и Кайдак, възвишението Жаманайракти (153 м) и крайбрежието на п-ов Бузачи, като съставя карта на изследваните райони.
През 1836 г. със 74 души на кораба „Свети Гавраил“ продължава изследването на източните и югоизточните брегове на Каспийско море и им съставя карта, в т.ч. заливите Кара Богаз Гол, Горгански и Красноводски, п-ов Челекен, крайбрежните острови, хребета Голям Балхан (1880 м) и Красноводското плато. Открива богати залежи на петрол.
През 1840 – 1842 г. изследва Седморечието, горното течение на Иртиш и притоците му, хребетите Тарбагатай, Наримски и Джунгарски Алатау.

## Следващи години (1842 – 1872)
От 1842 до 1845 г. Карелин живее в Семипалатинск и извършва няколко пътешествия по езерото Зайсан и река Бухтарма.
От 1845 до 1852 г. живее в Москва изключително бедно, като в този период извършва нова експедиция в уралските степи и изследва езерото Индер. След приключването на последната си експедиция се заселва в Гурев (Атърау), където умира на 29 декември 1872 година на 71-годишна възраст.

## Съчинения
- Путешествия по Каспийскому морю, Зап. Руского географического об-ва, 1883, т. 10.